# Theta Cygni
Theta Cygni (θ Cygni, förkortat Theta Cyg, θ Cyg)  som är stjärnans Bayerbeteckning, är en dubbelstjärna belägen i den nordvästra delen av stjärnbilden Svanen (stjärnbild). Den har en skenbar magnitud på 4,49 och är synlig för blotta ögat där ljusföroreningar ej förekommer. Baserat på parallaxmätning inom Hipparcosuppdraget på ca 54,5 mas, beräknas den befinna sig på ett avstånd på ca 60 ljusår (ca 18 parsek) från solen.

## Egenskaper
Theta Cygni A är en gul till vit stjärna i huvudserien av spektralklass F3 V. Den har en uppskattad massa som är ca 38 procent större än solens massa, en radie som är ca 1,5 gånger större än solens och utsänder från dess fotosfär ca 4,2 gånger mera energi än solen vid en effektiv temperatur på ca 6 380 K. 
Theta Cygni A har flera svagare följeslagare. Den närmaste är Theta Cygni B, en röd dvärg av 13:e magnituden och separerad med ca 3 bågsekunder, och förmodas vara i omlopp på 46 AE från Theta Cygni A. En stjärna av 12:e magnituden med en bågminuts separation är katalogiserad som Theta Cigny C och anses vara en GJ 765B.
Theta Cygni B har en skenbar magnitud av 13,03, och är för svag att ses utan teleskop. Den hänförs till spektralklass M3 V och har en beräknad massa på ca 0,33 gånger solens massa. Theta Cygni A och B förflyttar sig gemensamt genom rymden med 0,261 bågekunder per år, eller 0,4° per århundrade. Det är möjligt att Theta Cygni B själv är dubbelstjärna av två röda dvärgar, vilka var och en skulle vara svagare och mindre massiva än beräknade för en enda stjärna.

## Exoplanet?
Variationer i radialhastighet hos Theta Cygni har observerats av ELODIE-teamet i sökning efter extrasolära planeter. Desort et al. (2009)  anser att dessa variationer inte orsakas av en svag följeslagare separerad med ca 80 astronomiska enheter från stjärnan, utan föreslår istället förekomsten av en störande planet, dubbelt så massiv som Jupiter och med en omloppsperiod på mindre än ett halvt år. Denna extrasolära planet har ännu inte bekräftats.